# Kleinmachnow
Kleinmachnow es un municipio alemán en el Distrito de Potsdam-Mittelmark en Brandeburgo. Se encuentra al sudoeste del distrito berlinés de Steglitz-Zehlendorf y al este de Potsdam.
Se le menciona por primera vez en el Landbuch de Carlos IV de Luxemburgo de 1375. Jugó un papel importante al encontrarse en el paso del río Bäke. A raíz del desvío del río al canal de Teltow en 1906, la zona cuenta ahora con un monumento conmemorativo, la esclusa de Kleinmachnow.
En la primera mitad del siglo XX formaba parte de la aglomeración de Berlín. Con la construcción del muro de Berlín en 1961, se separó a Kleinmachnow de Berlín Oeste, lo que provocó un aislamiento relativo del municipio. Con la reunificación alemana de 1990 participó del crecimiento de la periferia de Berlín.

## Geografía

### Ubicación
Limita al sur con buena parte del canal de Teltow, excepto en la zona del lago Machnower, que queda incluido dentro del municipio. Al oeste, norte y este parece una especie de ensenada del distrito berlinés de Steglitz-Zehlendorf. Cuando existía el muro de Berlín solo había acceso desde Teltow y Stahnsdorf a través de tres puentes sobre el canal de Teltow: Schleusenbrücke, Friedensbrücke y Rammrathbrücke. A partir de 1990 se pudo acceder desde Zehlendorf. En el oeste existe una conexión a la Bundesautobahn 115 desde 1996. Se encuentra a unos 16 km del centro de Potsdam y a unos 17 km de Mitte.
Los municipios vecinos son, desde el norte en sentido horario: Berlín, Teltow y Stahnsdorf.

### Geología
Se encuentra sobre la morrena de fondo de la región de Teltow, que ocupa Berlín y Brandeburgo, y que se formó durante la glaciación Weichsel, hace 21 000 años. Las corrientes de agua formaron un relieve intrincado en el valle del río Bäke, con sistemas de colinas formadas por till y por sedimentos producto del deshielo, paisaje que en la actualidad aparece salpicado de charcas. Estos sedimentos sueltos facilitaron la construcción del canal de Teltow entre los montes Seeberg y Weinberg. La elevación máxima, 65 m s. n. m., se encuentra en el monte Seeberg.

### Clima
Predomina el clima templado, con influencia del clima continental por el este y del clima atlántico por el norte y el oeste. Son infrecuentes las tormentas, las granizadas fuertes o las nevadas intensas, aunque en invierno sí es habitual la presencia de nieve.
Las precipitaciones medias anuales son de 551,2 mm, algo menores que la media del país (cerca de 800 mm). En los meses de verano es cuando más llueve, desde junio hasta agosto, con un valor máximo de 69 mm en junio. El mes menos lluvioso es octubre (33 mm). A lo largo del año el sol brilla una media de 1618 horas. La temperatura promedio anual es de 9°C.

## Demografía
- Tendencia poblacional desde 1875 (línea azul: población; línea punteada: comparación con tendencias poblacionales del estado de Brandenburg; fondo gris: tiempo de gobierno Nazi; fondo rojo: tiempo de Gobierno comunista)
- Proyecciones y desarrollo poblacional reciente (Desarrollo poblacional antes del censo del 2011 (línea azul); Desarrollo poblacional reciente de acuerdo al Censo en Alemania del 2011 (línea azul con bordes); Proyecciones ofiales para el período 2005-2030 (línea amarilla); para el período 2017-2030 (línea escarlata); para el período 2020-2030 (línea verde)

## Escudo
El Oberpräsident de la provincia de Brandeburgo concedió al municipio su escudo el 6 de febrero de 1937. Los intentos de los nazis de insertar una esvástica entre las dos puertas de la esclusa fracasaron. El escudo fue ratificado el 7 de enero de 1994, y fue rediseñado por el heraldista Frank Diemar. En la parte superior del escudo aparece la esclusa de Kleinmachnow, y en la parte inferior tres ganchos negros.